# Kanalschleuse 33
Die Schleuse 33 ist eine historische Kammerschleuse nahe dem Burgthanner Gemeindeteil Rübleinshof im Landkreis Nürnberger Land in Bayern.

## Lage
Die Schleuse liegt am Kanalkilometer 85,8 (Bezug, Donaumündung in Kelheim) des historischen Ludwig-Donau-Main-Kanals. Das ehemalige Schleusenwärterhaus hat die amtliche Adresse 90559 Burgthann, Am Kanal 33.

## Beschreibung
Die Schleusenkammer besteht aus Naturstein und hat am Ober- und Unterhaupt hölzerne Stemmtore mit schmalen Stegen für die Wartung. Am Unterhaupt befindet sich ein bogenförmiger Holzsteg. Zugehörig zur Schleuse ist ein Schleusenwärterhaus.
Die Schleuse 33 ist wie alle der 100 Schleusen des Ludwigskanals in den typischen Standardmaßen ausgeführt. Sie besteht aus Burgsandstein, ist 34,15 Meter lang, 4,67 Meter breit und hat eine Fallhöhe von 2,30 bis 3,20 Meter. Eine vollständige Kammerfüllung benötigt bis zu 500 Kubikmeter Wasser. Aus Spargründen konnte man einige Schleusen des Kanals mit einem Zwischentor auf 26,2 Meter verkürzen. Diese Länge reichte dann für die 24 Meter langen, normalen Treidelkähne aus. Nur für Langholztransporte wurde die ganze Länge der Schleusenkammer benötigt. Eine vollständige Schleusung dauerte 10 bis 15 Minuten. Zugehörig zur Schleuse ist ein Schleusenwärterhaus, welches später umgebaut wurde und heute (2020) als Wohnhaus dient.
Die Schleuse ist mit zwei doppelflügeligen hölzernen Stemmtoren versehen und seit Mitte der 2000er Jahre wieder funktionsfähig. Am Oberhaupt wurde eine Informationstafel zur Geschichte des Kanals und der Schleuse aufgestellt.
Zusammen mit der Schleuse 32 bei Sengenthal begrenzt sie die 24 Kilometer lange Scheitelhaltung des Ludwigkanals, die die Europäische Hauptwasserscheide überwindet. Sie bildet auch den Anfang einer bis nach Nürnberg vorhandenen Schleusenkette an der Nordflanke der Kanalführung.
Die Schleusenkammer wurde vom Bayerischen Landesamt für Denkmalpflege als Baudenkmal ausgewiesen. Sie ist auch Bestandteil des Bodendenkmals „Erdbauten des Ludwig-Donau-Main-Kanals“.
Am Unterhaupt befindet sich rechtsseitig eine Steintreppe. Diese wurde um 2012 durch das Wasserwirtschaftsamt Nürnberg aufgrund von Sicherheitsbedenken zugeschüttet und ist heute (2020) kaum noch von der Böschung zu unterscheiden.
Am Oberhaupt befindet sich rechtsseitig eine weitere, kleinere Steintreppe. Die oberen Stufen dieser Treppe ragen aus dem Wasser und sind heute noch gut sichtbar. Beide Treppen dienten früher dem Personal und den Schiffern zum ein- und abspannen der Treidelpferde bei einer Schleusung.
Unmittelbar neben der Treppe am Oberhaupt befindet sich ein schmales Einlaufbauwerk. Hier wurde ursprünglich Oberflächen- und Sickerwasser von nahe gelegenen Teichen in die Scheitelhaltung des Kanals eingeleitet. Heute führt das kleine Bauwerk dem Kanal kein Wasser mehr zu.
Zugehörig zu dieser Schleuse war ein Schleusenwärterhaus. Ein Schleusenwärter hatte früher in der Regel mehrere Schleusen zu betreuen. Da die nur etwa 400 Meter südwestlich gelegene Schleuse 34 ebenfalls ein eigenes Schleusenwärterhaus besitzt, ist anzunehmen, dass der hiesige Schleusenwärter auch als Kanalwärter tätig und mit der Betreuung des nahe gelegenen Distellochdamms betraut war. Das ursprünglich aus Sandstein bestehende, zweistöckige Haus wurde im 20. Jahrhundert zu einem zeittypischen Wohngebäude umgebaut, erweitert und verputzt. Eine kleine Tafel an der Fassade erinnert an die ehemalige Nutzung als Schleusenwärterhaus.
Neben dem Haus befindet sich ein kleiner gefasster Brunnen. Über ein Rohr entwässerte dort eine kleine Schichtquelle und diente der lokalen Wasserversorgung. Heute verfügt die nur noch zeitweise schüttende Quelle über einen Betontrog. Am oberen Ende der Einfassung sind noch Teile der ursprünglichen Sandsteinmauer erkennbar.

## Geschichte
Erbaut wurde die Schleuse zusammen mit dem zugehörigen Schleusenwärterhaus im Zeitraum von 1836 bis 1845. Nach der Stilllegung des Kanals in den 1950ern wurde das ehemalige Schleusenwärterhaus zu einem Wohnhaus umgebaut.
Um 1985 wurde die Schleuse 33 umfangreich saniert. Hierfür wurden die Schleusenkammer vollständig trockengelegt und das Wasser der Scheitelhaltung über eine Umgehungsleitung direkt in die Schleusenhaltung der Schleuse 34 abgeführt. Bei dieser Sanierung wurde auch das Mauerwerk der Schleusenkammer teilerneuert.
1998 wurde die Schleusenkammer erneut trockengelegt und nachfolgend entschlammt.
Im Mai 2003 wurde begonnen, die Schleuse umfassend zu sanieren und ihre Funktion wiederherzustellen. Dabei wurde der aus der Jahrhundertwende zum 20. Jahrhundert stammende eiserne Steg am Unterhaupt durch einen rundbogenartigen, hölzernen Steg ersetzt. Die Fallmauer am Oberhaupt, die als Torersatz diente, wurde abgebrochen und mittels zweier hölzerner Stemmtore mit Bedienungsstegen die ursprüngliche Funktion der Schleuse wiederhergestellt. Die Kosten hierfür betrugen etwa 80.000 €.
Ursprünglich gab es die Idee, die sanierte Schleuse dem Kanalmuseum in Burgthann als Außenstelle anzugliedern. Hierfür sollten regelmäßig Schau-Schleusungen durchgeführt werden. Aus dem Vorhaben wurde aufgrund von Verantwortlichkeiten, Zuständigkeiten und Sicherheitsbedenken jedoch nichts. Mit Ausnahme einiger Probeschleusungen und einer Vorführung im September 2004 fanden dort keine weiteren Schleusungen statt.
Bis etwa 2016 war die Schleusenkammer meist unbefüllt und das untere Schleusentor dauerhaft geöffnet. Um eine Beschädigung des Holzes der Tore und eine mögliche Undichtigkeit zu verhindern, wurden das untere Tor verschlossen und die Schleusenkammer vollständig gefüllt.
Linksseitig des Kanals am Unterhaupt befand sich ein Betriebsgebäude. Das Gebäude ist Anfang der 1980er Jahre abgebrannt. Die genaue ursprüngliche Nutzung und der Zweck des abgängigen Gebäudes ist nicht hinreichend geklärt. Heute befindet sich an der Stelle eine Freifläche, die als Streuobstwiese genutzt wird.

## Bildergalerie

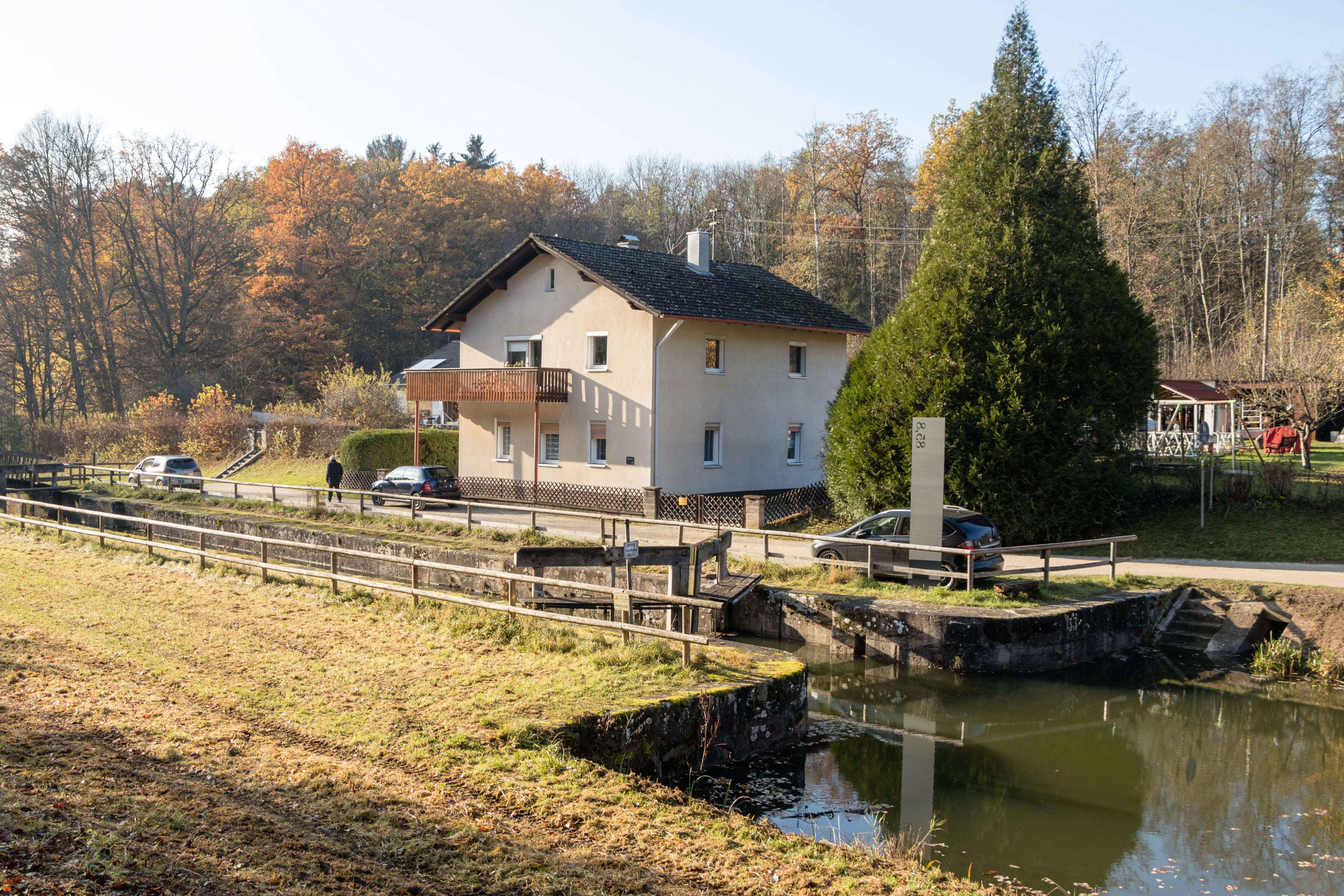
Schleuse 33, gesamte Schleusenanlage
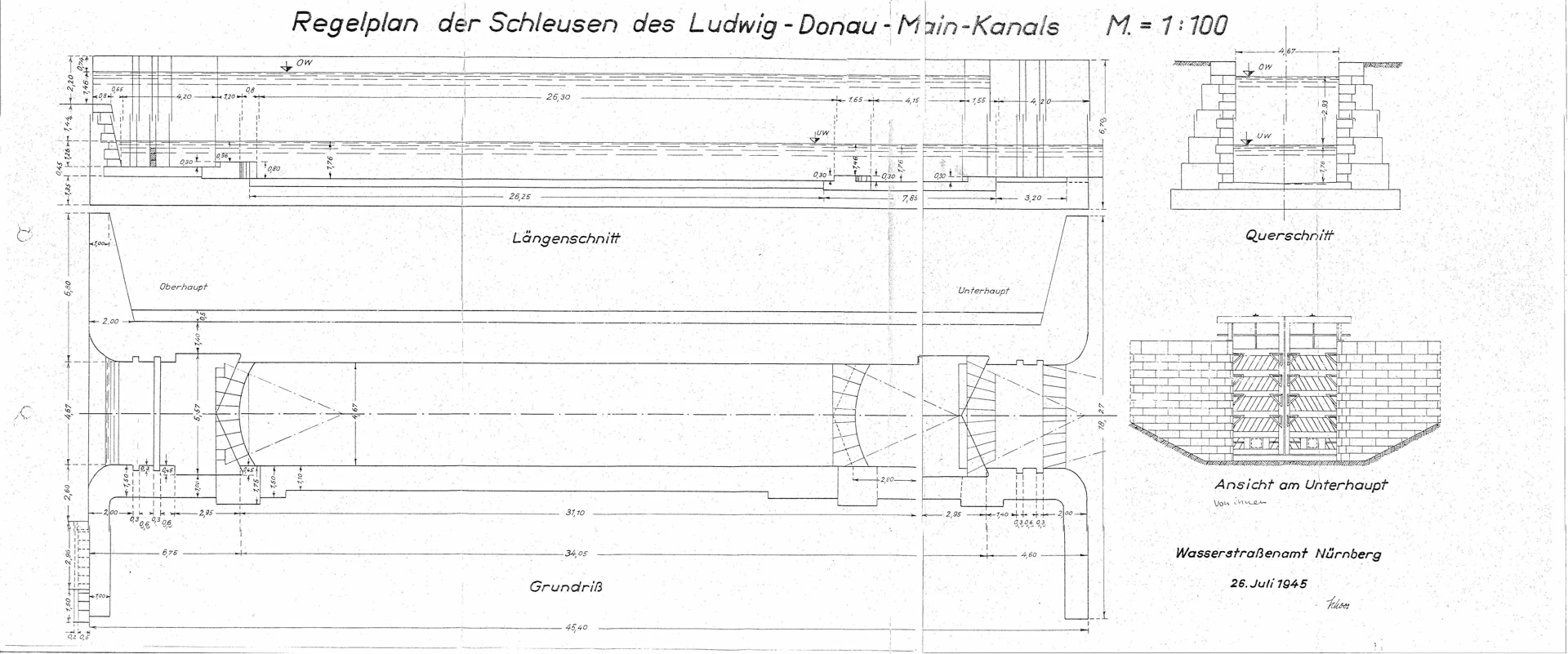
Regelplan der Schleusen, Ludwig-Donau-Main-Kanal
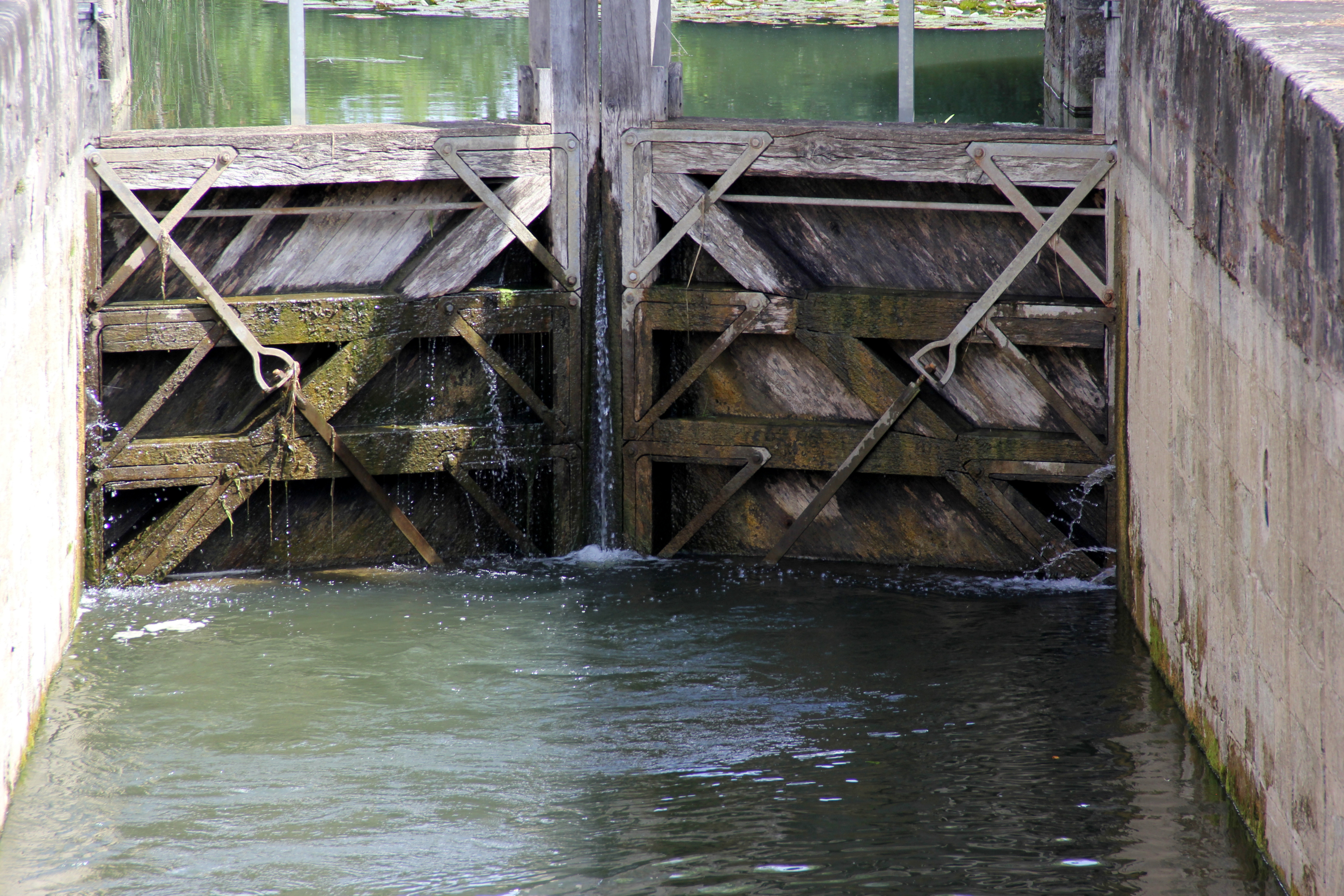
Stemmtor am Oberhaupt
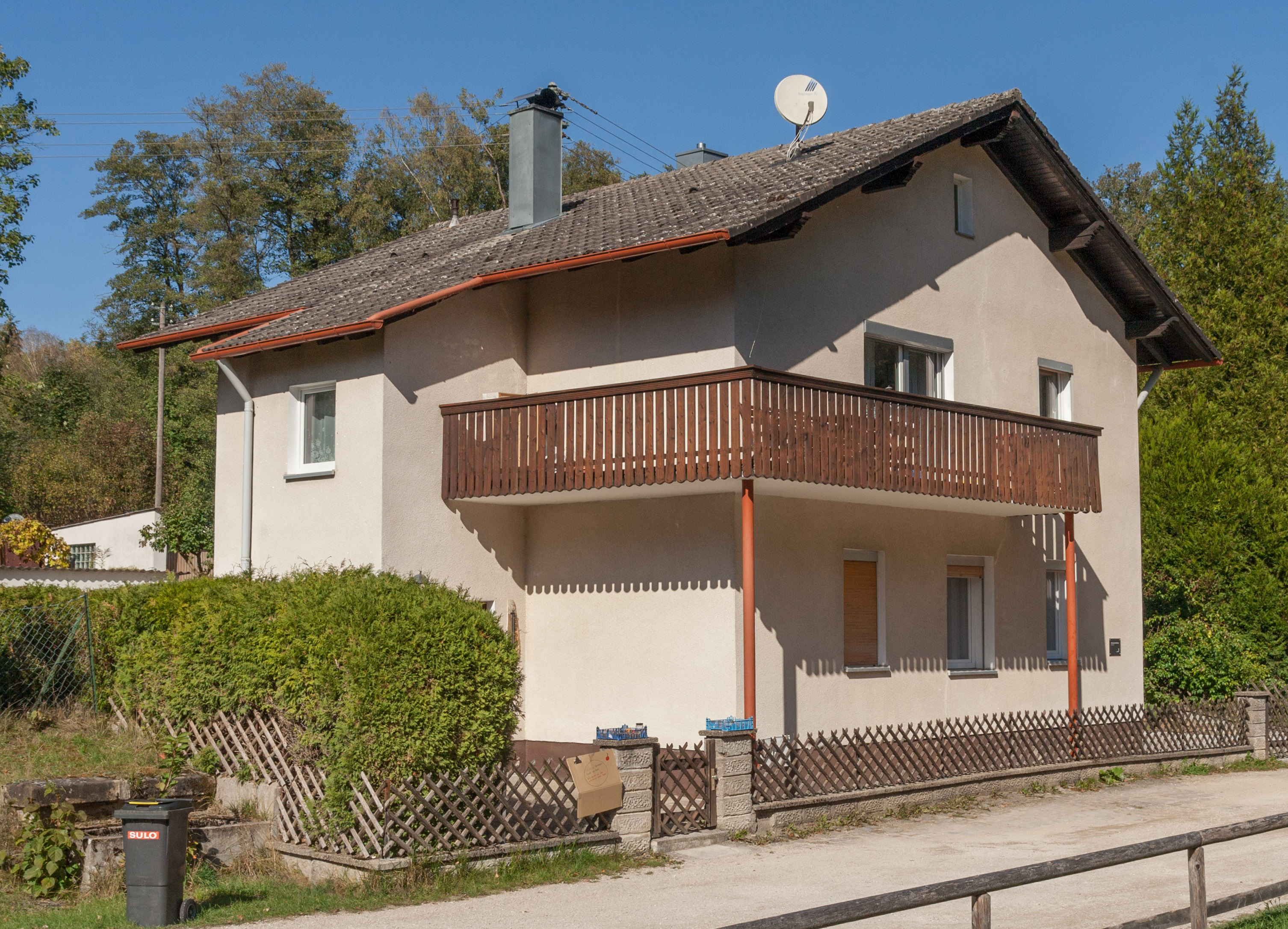
Schleusenwärterhaus der Schleuse 33
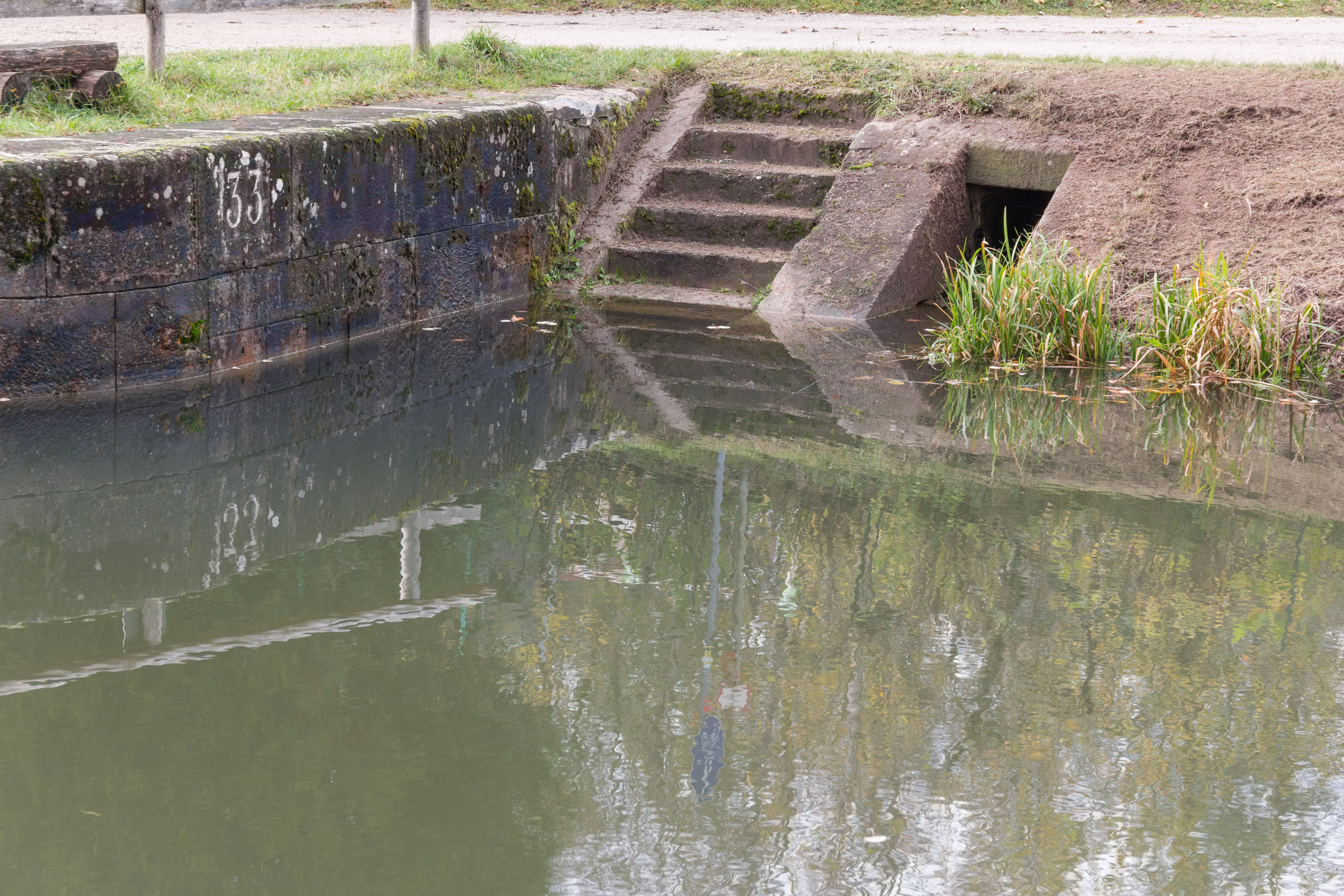
Treppe und Einlaufbauwerk am Oberhaupt
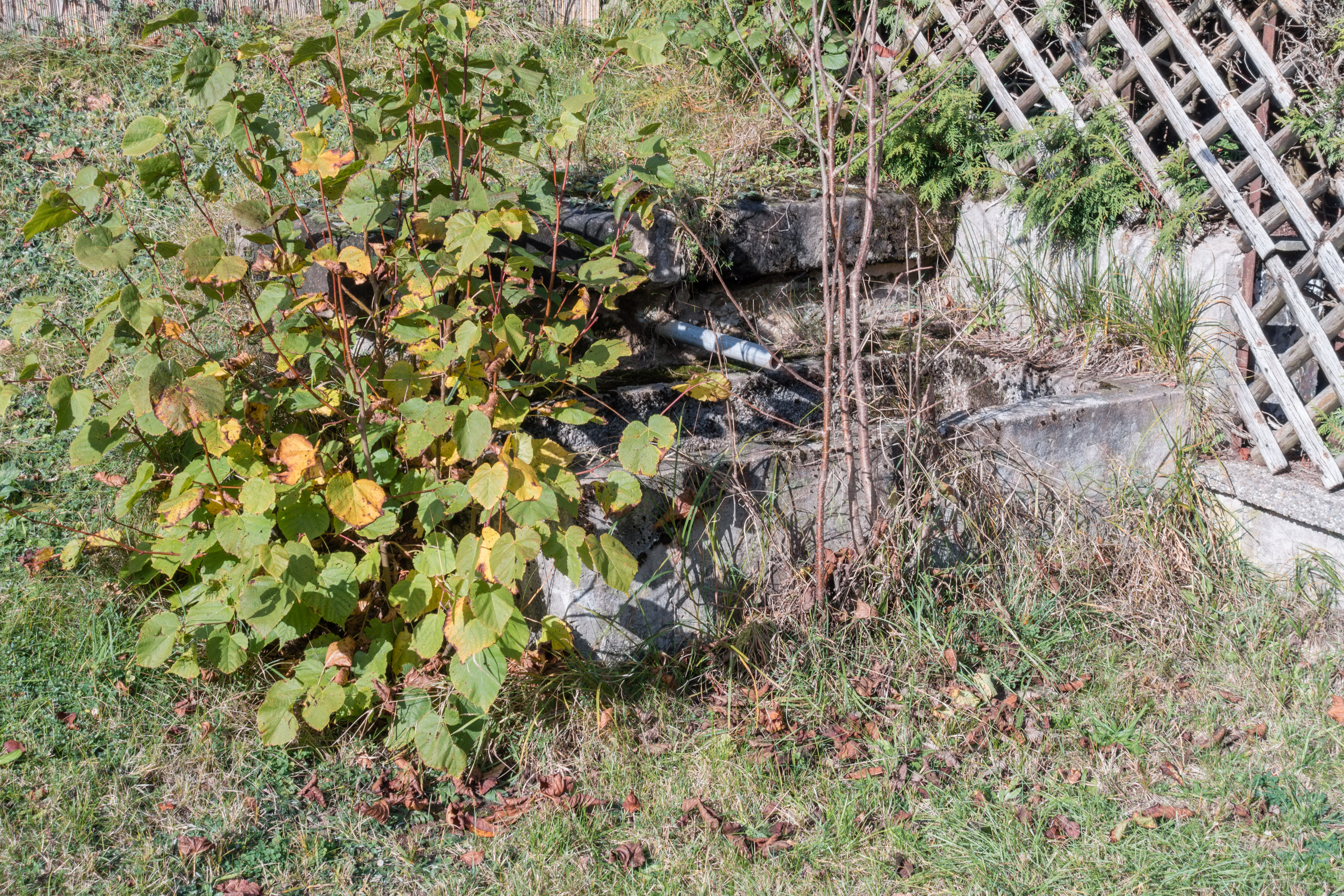
Trogbrunnen am ehemaligen Schleusenwärterhaus
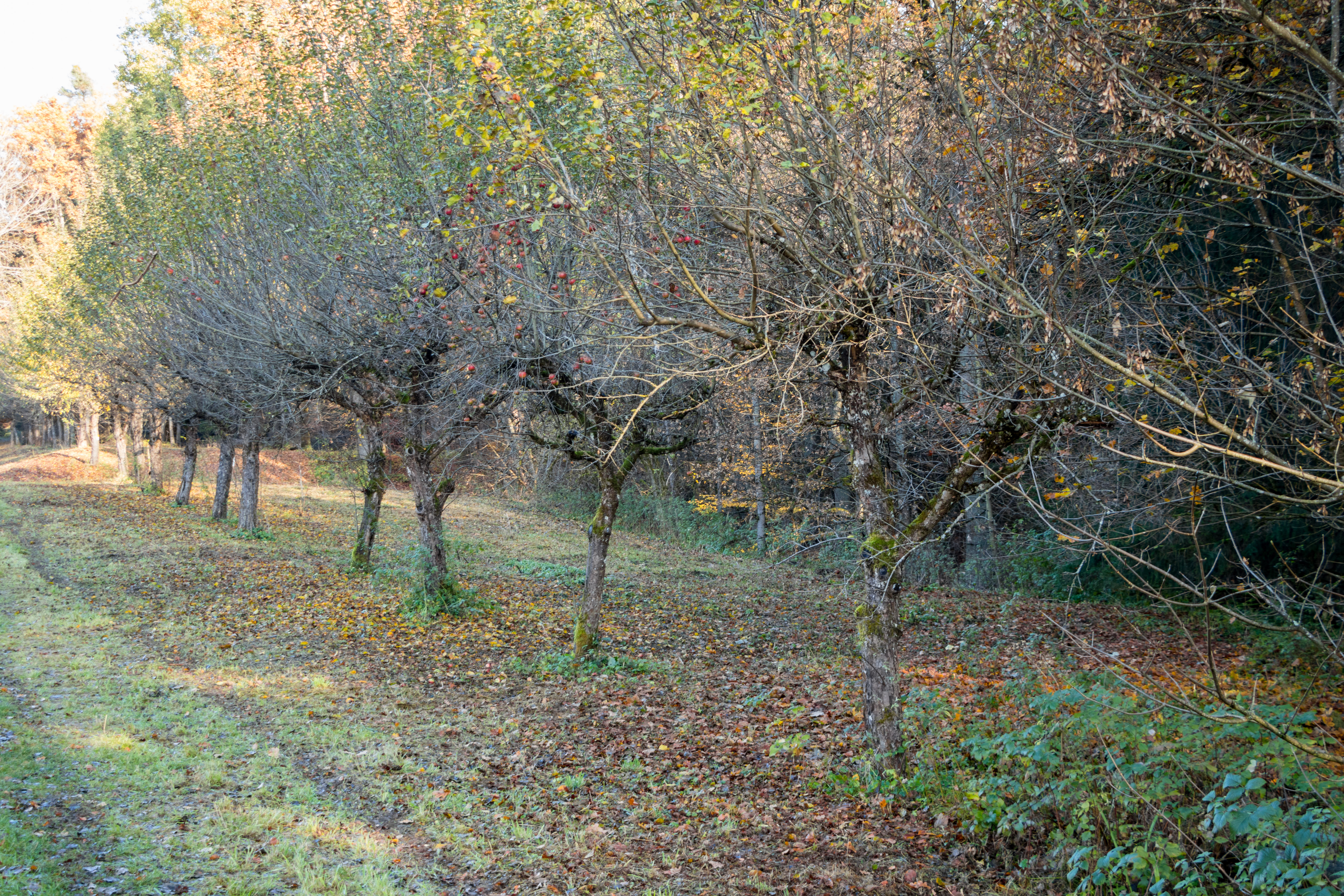
Gelände des abgebrannten Betriebsgebäudes